# Jeffrey Grob
Jeffrey Scott Grob (ur. 19 marca 1961 w Madison) – amerykański duchowny katolicki, biskup pomocniczy Chicago w latach 2020–2024, arcybiskup Milwaukee od 2025. 

## Życiorys

### Prezbiterat
Święcenia kapłańskie przyjął 23 maja 1992 roku i został inkardynowany do archidiecezji Chicago. Był m.in. asystentem w kancelarii kurii, wikariuszem pomocniczym w wydziale ds. kanonicznych, a także kanclerzem kurii i wikariuszem sądowym.

### Episkopat
11 września 2020 papież Franciszek mianował go biskupem pomocniczym Chicago ze stolicą tytularną Abora. Sakry biskupiej udzielił mu 13 listopada 2020 kardynał Blase Cupich. 4 listopada 2024 został przeniesiony na stanowisko arcybiskupa Milwaukee. Urząd ten objął 14 stycznia 2025. Paliusz otrzymał z rąk papieża Leona XIV w dniu 29 czerwca 2025.